# لويس لياندرو كاستيلو
لويس لياندرو كاستيلو (بالإسبانية: Luis Leandro Castillo)‏ (12 فبراير 1991 في الأرجنتين - ) هو لاعب كرة قدم أرجنتيني في مركز الدفاع. لعب مع نادي أتليتيكو كولون.

## وصلات خارجية
- لويس لياندرو كاستيلو على موقع قاعدة بيانات كرة القدم.إي يو (الإنجليزية)
- لويس لياندرو كاستيلو على موقع Soccerway.com (الإنجليزية)